# Seznam senatorjev devete italijanske legislature
Seznam senatorjev 9. legislature Republike Italije je urejen po političnih strankah.

## Krščanska demokracija
- Lucio Abis
- Achille Accili
- Alcide Angeloni
- Giuseppe Avellone
- Carlo Baldi
- Luciano Bausi
- Enzo Berlanda
- Angelo Bernassola
- Carlo Boggio
- Vincenzo Bombardieri
- Adriano Bompiani
- Francesco Paolo Bonifacio
- Salvatore Campus
- Guido Carli
- Gianuario Carta
- Angelo Castelli
- Stefano Cavaliere
- Anna Gabriella Ceccatelli
- Onorio Cengarle
- Giuseppe Cerami
- Giovanni Silvestro Coco
- Alessandra Codazzi
- Pietro Colella
- Vittorino Colombo
- Vittorino Colombo
- Mario Condorelli
- Francesco Cossiga (konec mandata 3.7.1985)

Angelo Lai (začetek mandata 9.7.1985)
- Mario Costa (in carica dal 9.5.1984)
- Sergio Cuminetti
- Michele Curella
- Giulio D'Agostini
- Saverio Damagio
- Saverio D'Amelio
- Germano De Cinque
- Costante Degan
- Giorgio De Giuseppe
- Giorgio Degola
- Salverino De Vito
- Alfredo Diana
- Francesco D'Onofrio
- Franco Evangelisti
- Franca Falducci
- Amintore Fanfani
- Nicola Ferrara
- Mario Ferrari-Aggradi
- Giuseppe Fimognari
- Armando Foschi
- Giuseppe Fracassi (konec mandata 15.4.1984)

Corradino Di Stefano (začetek mandata 18.4.1984)
- Ignazio Marcello Gallo
- Luigi Genovese
- Delio Giacometti
- Bruno Giust
- Luigi Granelli
- Niccolò Grassi Bertazzi
- Manlio Ianni
- Bruno Kessler
- Nicola Lapenta (konec mandata 25.2.1986)

Carmelo Francesco Salerno (začetek mandata 27.2.1986)
- Nicolò Lipari
- Domenico Raffaello Lombardi
- Giuseppe Mascaro
- Francesco Mazzola
- Leonardo Melandri
- Giovanni Battista Melotto
- Giuseppe Miroglio (konec mandata 14.2.1984)

Carlo Donat-Cattin (začetek mandata 15.2.1984)
- Antonino Murmura
- Gualtiero Nepi
- Emilio Neri (začetek mandata 17.7.1984)
- Giulio Cesare Orlando
- Pietro Padula (konec mandata 16.1.1986)

Gian Pietro Rossi (začetek mandata 22.1.1986, konec mandata 24.6.1986)
Felice Calcaterra (konec mandata 25.6.1986)
- Antonino Pagani
- Carlo Pastorino
- Francesco Patriarca
- Angelo Pavan
- Giuseppe Petrilli
- Michele Pinto
- Giorgio Postal
- Giovanni Prandini
- Francesco Rebecchini
- Antonino Riggio
- Carlo Romei (konec mandata 16.10.1986)

Ernesto Pucci (začetek mandata 28.10.1986)
- Roberto Romei
- Emilio Rubbi
- Roberto Ruffilli
- Mariano Rumor
- Franco Salvi
- Aldo Sandulli (konec mandatal 11.2.1984)

Augusto Del Noce (začetek mandata 15.2.1984)
- Carmelo Santalco
- Giuseppe Santonastaso
- Decio Scardaccione
- Nicola Signorello (konec mandata 22.10.1985)

Giuseppe Oriana (začetek mandata 24.10.1985)
- Giorgio Spitella
- Rodolfo Tambroni Armaroli (konec mandata 25.7.1985)

Angelo Lotti (začetek mandata 25.7.1985, konec mandata 15.6.1987)
Alfredo Trifogli (začetek mandata 23.6.1987)
- Alfonso Tanga
- Eugenio Tarabini
- Emilio Paolo Taviani
- Angelo Tomelleri (konec mandata 23.6.1985)

Giuliano Gusso (začetek mandata 9.7.1985)
- Giuseppe Tonutti
- Riccardo Triglia
- Vincenzo Vernaschi
- Glicerio Vettori
- Dino Viola
- Claudio Vitalone
- Benigno Zaccagnini

## Komunisti
- Alfredo Alfani (konec mandata 5.3.1984)

Enrico Giuseppe Graziani (začetek mandata 17.3.1984)
- Francesco Onorato Alici
- Gastone Angelin
- Giulio Carlo Argan
- Ennio Baiardi
- Nereo Battello
- Vito Bellafiore
- Gianfilippo Benedetti
- Lovrano Bisso
- Arrigo Boldrini
- Renzo Bonazzi
- Antonio Calì
- Nedo Canetti
- Pietro Carmeno
- Aroldo Cascia
- Mario Cheri (konec mandata 12.11.1985)

Mario Birardi (začetek mandata 21.11.1985)
- Giuseppe Antonio Chiarante
- Napoleone Colajanni
- Giancarlo Comastri (začetek mandata 23.3.1984)
- Vito Consoli
- Salvatore Crocetta
- Giorgio De Sabbata
- Riccardo Di Corato
- Guido Fanti
- Nevio Felicetti
- Sergio Flamigni
- Sergio Gigli (začetek mandata 18.9.1986)
- Gabriella Gherbez (Jelka Gerbec)
- Aldo Giacché
- Lorenzo Gianotti
- Antonio Gioino
- Raffaele Giura Longo
- Franco Giustinelli
- Vinci Grossi
- Giuseppe Paolo Guarascio
- Giuseppe Iannone
- Emanuele Macaluso
- Riccardo Margheriti
- Francesco Martorelli
- Andrea Mascagni
- Luigi Meriggi
- Silvio Miana
- Armelino Milani
- Giuseppe Montalbano
- Antonino Papalia (konec mandata 9.4.1985)

Leonello Puppi (začetek mandata 17.4.1985)
- Alessio Pasquini
- Onofrio Petrara
- Carlo Pollidoro
- Renato Pollini
- Giuliano Procacci (konec mandata 20.11.1986)

Italo Nicoletto (začetek mandata 26.11.1986)
- Giovanni Ranalli
- Camilla Ravera
- Marina Rossanda
- Vittorio Sega
- Antonio Taramelli
- Umberto Terracini (konec mandata 6.12.1983)

Giuseppe Botti (začetek mandata 14.12.1983 konec mandata 24.6.1986)
Alessandro Lippi (začetek mandata 25.6.1986)
- Giovanni Torri
- Giovanni Battista Urbani
- Pietro Valenza
- Claudio Vecchi
- Tullio Vecchietti
- Roberto Visconti

## Socialistična stranka Italije
- Norberto Bobbio (začetek mandata 31.7.1984)
- Roberto Cassola
- Luigi Covatta
- Francesco Antonio De Cataldo
- Francesco De Martino
- Francesco Di Nicola
- Piero Fabiani (začetek mandata 15.10.1986)
- Beniamino Antonino Finocchiaro
- Gino Giugni
- Francesco Greco
- Fabio Maravalle
- Elena Marinucci Mariani
- Cornelio Masciadri
- Delio Meoli
- Enrico Novellini
- Sandro Pertini (začetek mandata 29.6.1985)
- Enrico Quaranta (konec mandata 16.3.1984)

Francesco Iannelli (začetek mandata 21.3.1984)
- Gaetano Scamarcio
- Domenico Segreto
- Silvano Signori
- Roberto Spano
- Nicola Trotta
- Sisinio Zito

## Neodvisna levica
- Antonio Alberti
- Luigi Silvestro Anderlini
- Eduardo De Filippo (konec mandata 31.10.1984)
- Enzo Enriques Agnoletti (konec mandata 7.9.1986)
- Peppino Fiori
- Raniero La Valle
- Nicola Loprieno
- Franca Ongaro Basaglia
- Gianfranco Pasquino
- Luigi Pingitore
- Ferdinando Russo
- Boris Ulianich

## Italijansko socialno gibanje - nacionalna desnica
- Antonio Del Prete (začetek mandata 29.1.1986)
- Gerardo De Prisco (začetek mandata 13.5.1987)
- Cristoforo Filetti
- Gioacchino Giangregorio
- Piergiorgio Gradari
- Antonino La Russa
- Marisa Moltisanti
- Riccardo Monaco
- Pietro Pirolo (konec mandata 6.5.1985)

Roberto Galdieri (začetek mandata 16.5.1985, konec mandata 24.3.1986)
Nicola Costanzo (začetek mandata 26.3.1986)
- Giorgio Pisanò
- Pino Romualdi (konec mandata 19.9.1984)

Ferdinando Signorelli (začetek mandata 26.9.1984)

## Republikanci
- Salvatore Bellafiore
- Cesarino Dante Cioce
- Luigi Franza
- Francesco Parrino
- Giuseppe Saragat
- Renzo Sclavi

## Liberalna stranka Italije
- Giuseppe Fassino
- Vincenzo Palumbo
- Salvatore Valitutti

## Mešana
- Attilio Bastianini (PLI)
- Carlo Bo (začetek mandata 31.7.1984)
- Pietro Fiocchi (PLI)
- Sergio Fontanari (SVP)
- Giuseppe Fassino (PLI)
- Giovanni Leone
- Giovanni Battista Loi (P.Sardo d'Az)
- Cesare Merzagora
- Vincenzo Palumbo (PLI)
- Mario Signorino (P.Rad.)
- Salvatore Valitutti (PLI)